# Walter Bietila
Walter Isaac Bietila (geboren 12. Februar 1916 in Ishpeming, Michigan, Vereinigte Staaten; gestorben 21. März 1996 in Iron Mountain, Michigan, Vereinigte Staaten) war ein US-amerikanischer Skispringer. 

## Werdegang
Bietila nahm an zwei Olympischen Winterspielen teil, in Garmisch-Partenkirchen 1936 (30. Platz) und St. Moritz 1948 (42. Platz). Im Zweiten Weltkrieg war er in der Naval Air Force. Nach seinem Karriereende 1948 war er Mitarbeiter in der Central US Ski Association und in den 1960er Jahren Trainer der Skispringer der USA.
1966 wurde er in die US Ski Hall of Fame gewählt.